# Plavá
Plavá (1157 m) – szczyt w Wielkiej Fatrze na Słowacji. Wznosi się w środkowej części grzbietu oddzielającego Necpalską dolinę (Necpalská dolina) od Dedošovej doliny (Dedošová dolina), pomiędzy szczytami Nad Uhliskami (1230 m) i Dedošova (1070 m.
Opadające do Necpalskiej doliny zbocza północno-wschodnie porasta las, polany znajdują się tylko w dolnej ich części, blisko dna doliny. W zbocza między Dedošovą i Plavą głęboko wcina się dolinka, dnem której spływa niewielki potok uchodzący do Necpalskiego potoku (Necpalský potok). Opadające do Dedošovej doliny zbocza południowo-zachodnie są całkowicie porośnięte lasem. W wierzchołkowych partiach Plavy, ale także na obydwu jej zboczach występują skały.
Plavá znajduje się w obrębie Parku Narodowego Wielka Fatra. Nie prowadzi przez nią żaden szlak turystyczny.

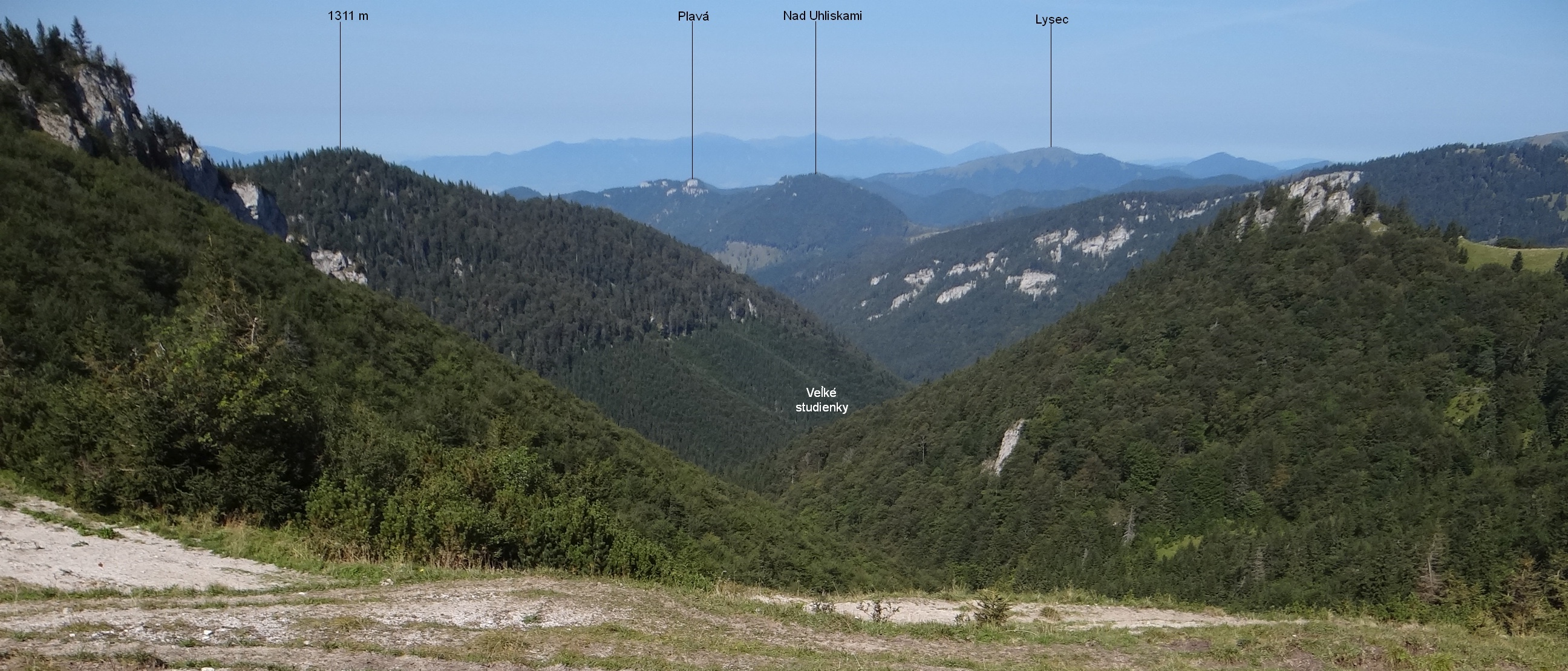
Widok z okolic Kraľovej Skały